# Montes Altos
Montes Altos é um município brasileiro do estado do Maranhão.

## História
Montes Altos, antigo distrito em 1948 e subordinado ao município de Imperatriz, foi elevado pela primeira vez á categoria de município pela lei estadual nº 1354, de 8 de setembro de 1955, porém foi extinto dois anos mais tarde, em 1957. A emancipação de Montes Altos foi legalizada finalmente pela lei estadual nº 1607, de 14 de junho de 1958 e o novo município foi instalado em 31 de março de 1959.

## Geografia
O município de Montes Altos possui uma extensão territorial de 1.489,198 quilômetros quadrados, ocupando a 64 posição entre os 217 municípios maranhenses em termos de área. Sua população estimada em 2010 era de 9.424 habitantes. Com um IDH de 0,611.

### Demografia
Segundo dados do Censo Demográfico de 2022, Montes Altos contava com 9.106 habitantes, resultando em uma densidade populacional de aproximadamente 6,12 habitante por quilômetro quadrado. No contexto estadual, o município ocupava a 180 posição em número de habitantes e a 193 em densidade demográfica comparando-se com outros municípios do estado do Maranhão. A estimativa populacional para o ano de 2024 era de 9.309 habitantes.

### Educação
Em 2010, a taxa de escolarização de crianças entre 6 e 14 anos em Montes Altos era de 97,7 %, colocando o município na 49 colocação entre os 217 do estado. Quanto ao Índice de Desenvolvimento da Educação Básica (IDEB) referente ao ano de 2023, os anos iniciais do ensino fundamental na rede pública apresentaram índice de 4,2 enquanto os anos finais atingiram 4,2.
| Taxa de escolarização de 6 a 14 anos de idade [2010]             | 97,7 %           |
| IDEB – Anos iniciais do ensino fundamental (Rede pública) [2023] | 4,2              |
| IDEB – Anos finais do ensino fundamental (Rede pública) [2023]   | 4,2              |
| Matrículas no ensino fundamental [2023]                          | 1.464 matrículas |
| Matrículas no ensino médio [2023]                                | 301 matrículas   |
| Docentes no ensino fundamental [2023]                            | 90 docentes      |
| Docentes no ensino médio [2023]                                  | 28 docentes      |
| Número de estabelecimentos de ensino fundamental [2023]          | 15 escolas       |
| Número de estabelecimentos de ensino médio [2023]                | 2 escolas        |

Fonte: IBGE

## Economia
Em 2021, o Produto Interno Bruto (PIB) per capita de Montes Altos foi de R$ 9.543,41, valor que colocava o município na 96 posição entre os 217 do estado do Maranhão. Já em 2023, as receitas oriundas de fontes externas representavam 93,62 % do total arrecadado pelo município, o que o posicionava em 111 lugar no ranking estadual.
| PIB per capita [2021]                                                                           | 9.543,41 R$      |
| Índice de Desenvolvimento Humano Municipal (IDHM) [2010]                                        | 0,575            |
| Total de receitas brutas realizadas [2023]                                                      | 42.667.093,43 R$ |
| Transferências correntes (Percentual em relação às receitas correntes brutas realizadas) [2023] | 93,62 %          |
| Total de despesas brutas empenhadas [2023]                                                      | 41.457.478,73 R$ |

Fonte: IBGE
| Salário médio mensal dos trabalhadores formais [2022]                                             | 2,0 salários mínimos |
| Pessoal ocupado [2022]                                                                            | 530 pessoas          |
| População ocupada [2022]                                                                          | 5,82 %               |
| Percentual da população com rendimento nominal mensal per capita de até 1/2 salário mínimo [2010] | 54,6 %               |

Fonte: IBGE